# Золочівський замок (монета)
«Зо́лочівський за́мок» — пам'ятна монета номіналом 5 гривень, випущена Національним банком України, присвячена бастіонному замку-фортеці на Галичині, збудованому в першій половині XVII ст., — Золочівському замку, який представляє неоголландський тип оборонних споруд. Розміщений на невисокому пагорбі, замок свого часу слугував як для оборони, так і для житла, тобто належить до пам'яток типу «palazzo in fortezzo». Оборонні споруди Золочівського замку — це вали, бастіони, надбрамна вежа, міст і равелін. Ренесансний ансамбль творять в'їзна вежа, Великий житловий та Китайський палаци, які є одним із небагатьох зразків східної архітектури на українських землях. Золочівський замок — музей-заповідник Львівської національної галереї мистецтв імені Бориса Возницького, входить до туристичного маршруту «Золота підкова Львівщини».
Монету введено в обіг 19 лютого 2020 року. Вона належить до серії «Пам'ятки архітектури України».

## Опис монети та характеристики
| Номінал грн. | Метал      | Маса, г | Діаметр, мм | Якість виготовлення       | Гурт     | Тираж, штук                                        |
| ------------ | ---------- | ------- | ----------- | ------------------------- | -------- | -------------------------------------------------- |
| 5            | нейзильбер | 16,54   | 35,0        | спеціальний анциркулейтед | рифлений | 40 000 (у тому числі 15 000 у сувенірній упаковці) |

### Аверс

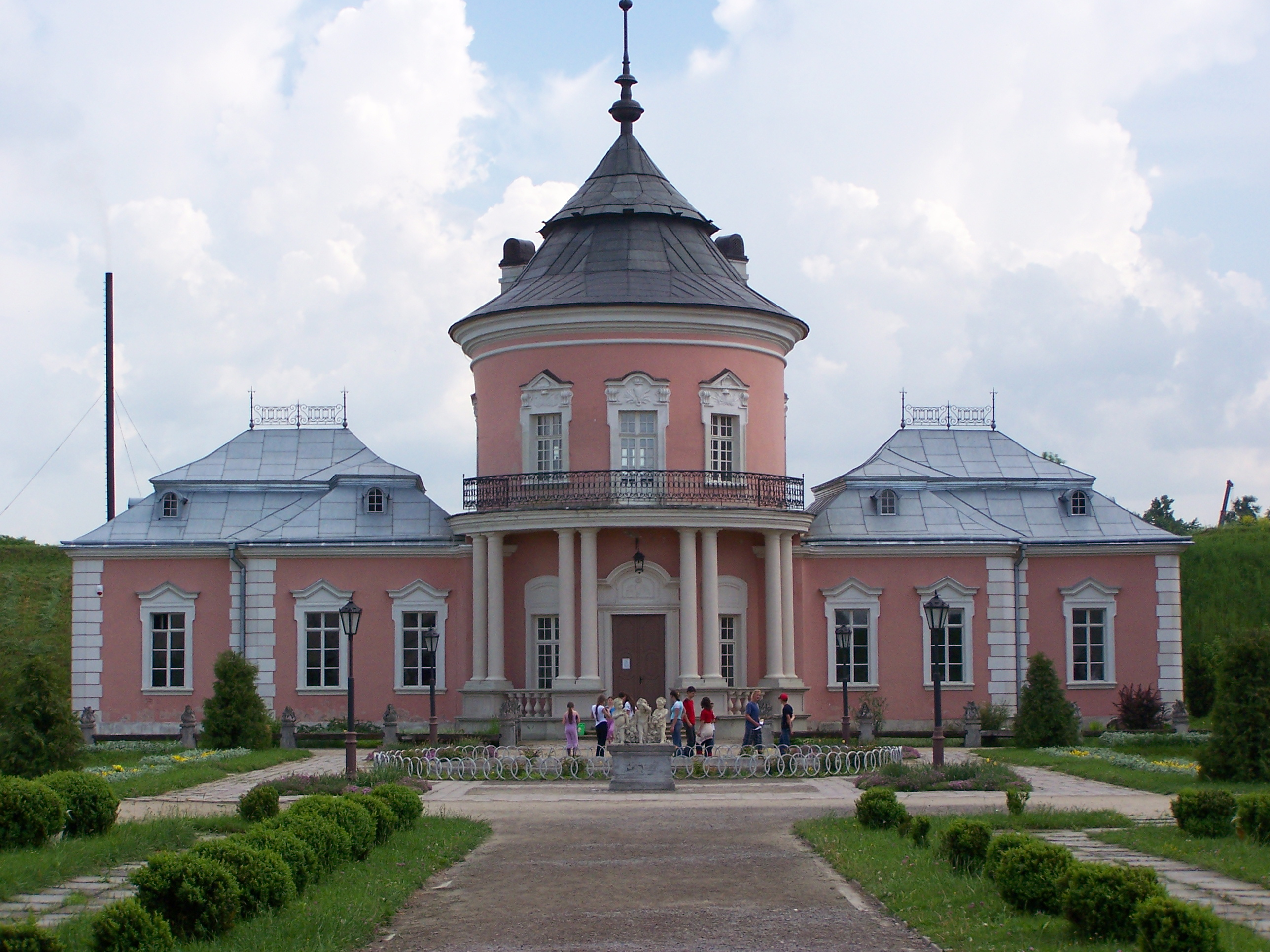
Китайський палац у Золочівському замку

На аверсі монети розміщено: угорі — малий Державний Герб України, під яким напис «УКРАЇНА»; над гербом зазначено рік карбування монет «2020»; праворуч і ліворуч на монеті зображено вежі, крізь які видно стилізовану панораму замку; унизу зазначено номінал — «5/ГРИВЕНЬ»; унизу праворуч логотип Банкнотно-монетного двору Національного банку України.

### Реверс
На реверсі монет зображено внутрішнє подвір'я замку — на передньому плані фонтан та скульптурна композиція трьох купідонів, на другому плані — Китайський палац, ліворуч від якого — статуя Нептуна, праворуч — статуя Афродіти; розміщено написи: «ЗОЛОЧІВСЬКИЙ ЗАМОК» (унизу півколом), «XVII ст.» (праворуч).

15000 монет із загального тиражу було випущено у буклетах
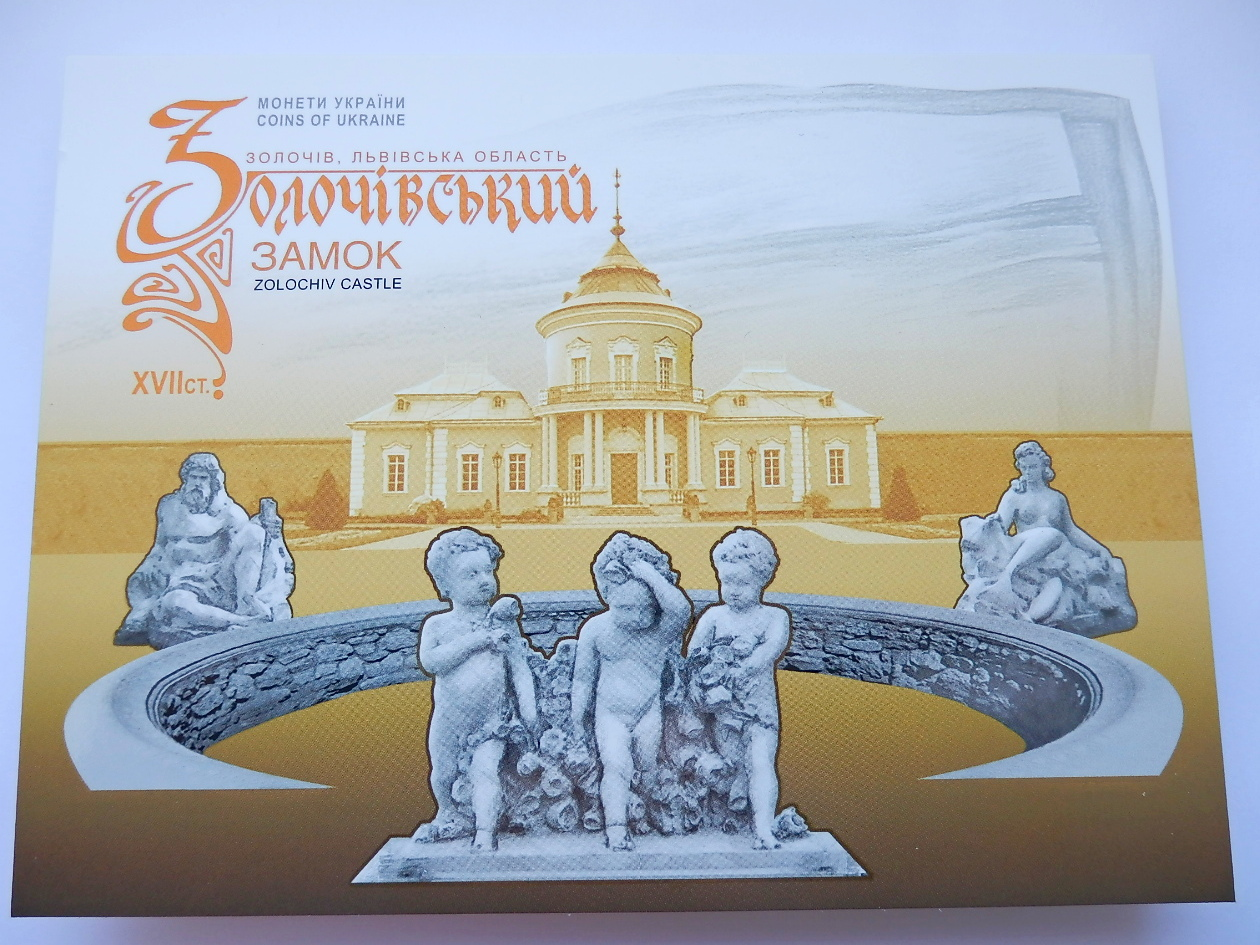
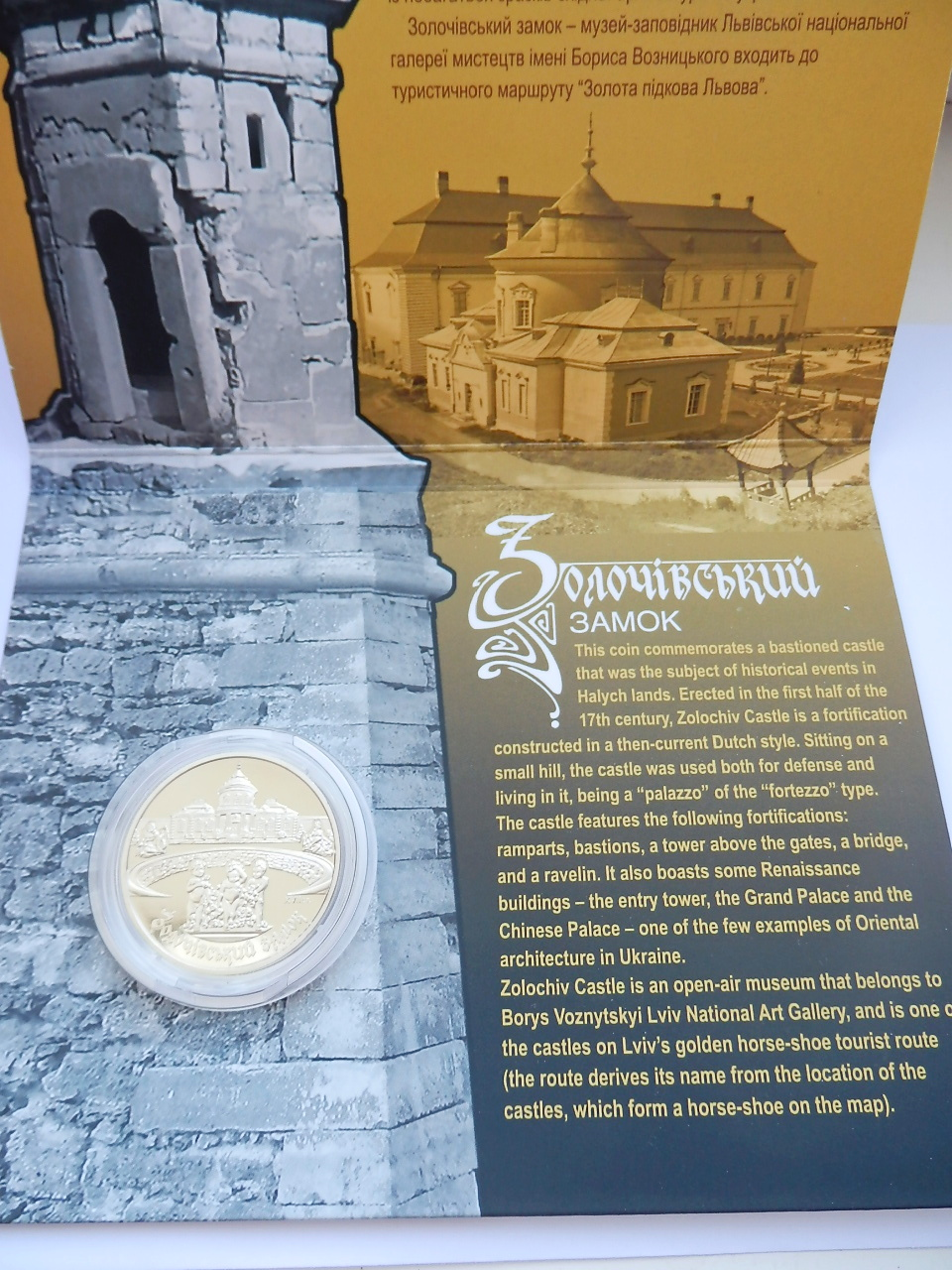
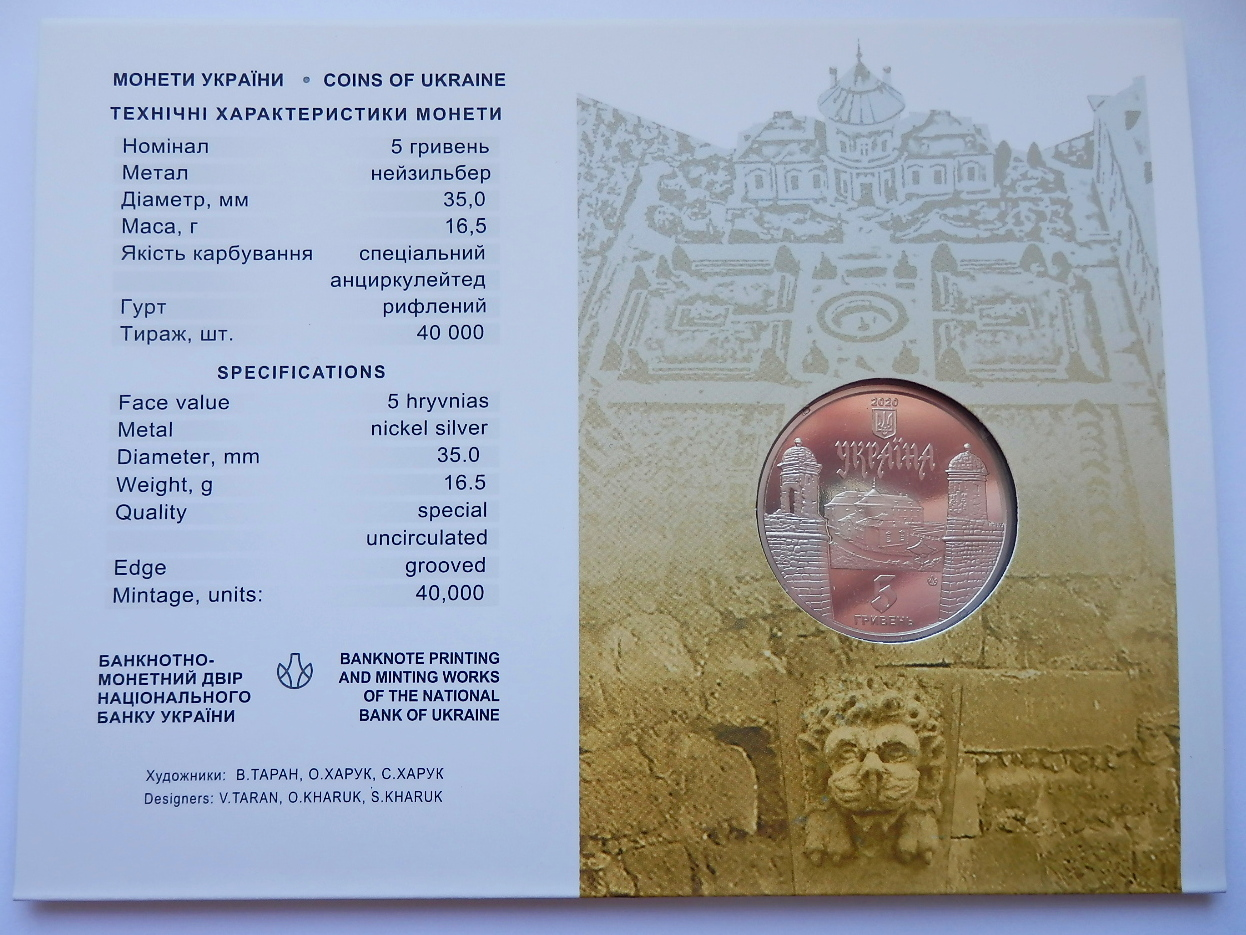

## Автори

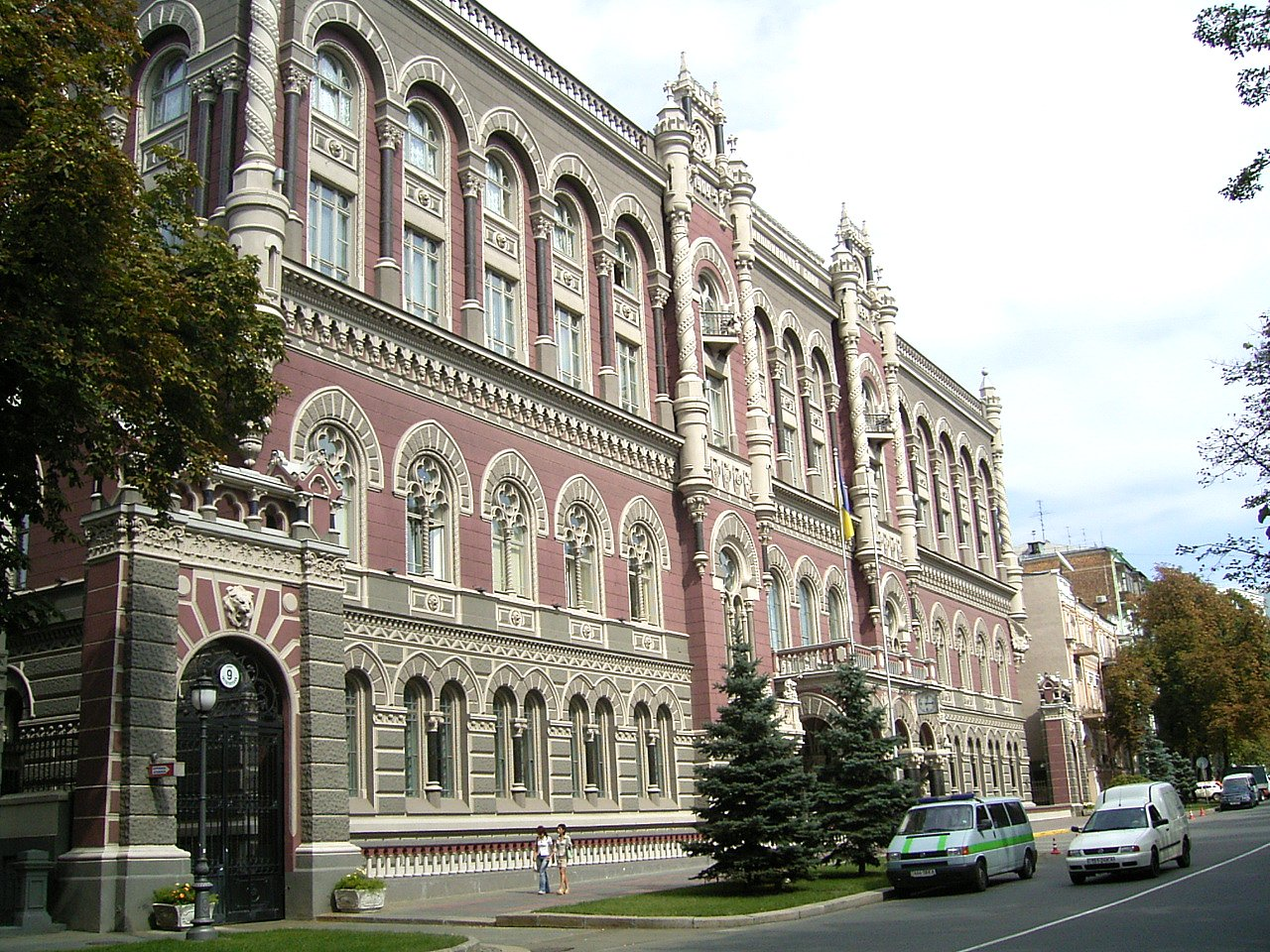
Будівля Національного банку України

- Художники:
- Скульптори:

## Вартість монети
Під час введення монети в обіг 2020 року, Національний банк України реалізовував монету за ціною 51 гривня.
Фактична приблизна вартість монети, з роками змінювалася так:
| Рік        | 2020 | 2021 | 2022 | 2023 | 2024 | 2025 |
| ---------- | ---- | ---- | ---- | ---- | ---- | ---- |
| Ціна, грн. | 65   | 70   | 75   | 130  | 190  | 220  |